# Puycapel
Puycapel ist eine französische Gemeinde mit 724 Einwohnern (Stand: 1. Januar 2022) im Département Cantal in der Region Auvergne-Rhône-Alpes; sie gehört  zum Arrondissement Aurillac und zum Kanton Maurs.
Sie entstand als Commune nouvelle mit Wirkung vom 1. Januar 2019 durch die Zusammenlegung der bisherigen Gemeinden Calvinet und Mourjou, die in der neuen Gemeinde der Status einer Commune déléguée haben. Verwaltungssitz befindet sich im Ort Calvinet.

## Gliederung
| Ortsteil                   | ehemaliger INSEE-Code | Fläche (km²) | Einwohnerzahl zum 1. Januar 2022 |
| -------------------------- | --------------------- | ------------ | -------------------------------- |
| Calvinet (Verwaltungssitz) | 15027                 | 13,73        | 432                              |
| Mourjou                    | 15136                 | 39,99        | 292                              |

## Geographie
Puycapel liegt etwa 24 Kilometer südsüdöstlich von Aurillac. Durch die Gemeinde fließt der Célé. Umgeben wird Puycapel von den Nachbargemeinden Leynhac und Saint-Antoine im Norden, Marcolès im Norden und Nordosten, Sénezergues im Osten und Nordosten, Cassaniouze im Süden und Südosten, Conques-en-Rouergue im Süden, Saint-Santin im Süden und Südwesten sowie Saint-Constant-Fournoulès im Süden und Westen.

## Sehenswürdigkeiten

### Calvinet
- Kirche Saint-Barthélemy
- Schloss Lamothe, Monument historique

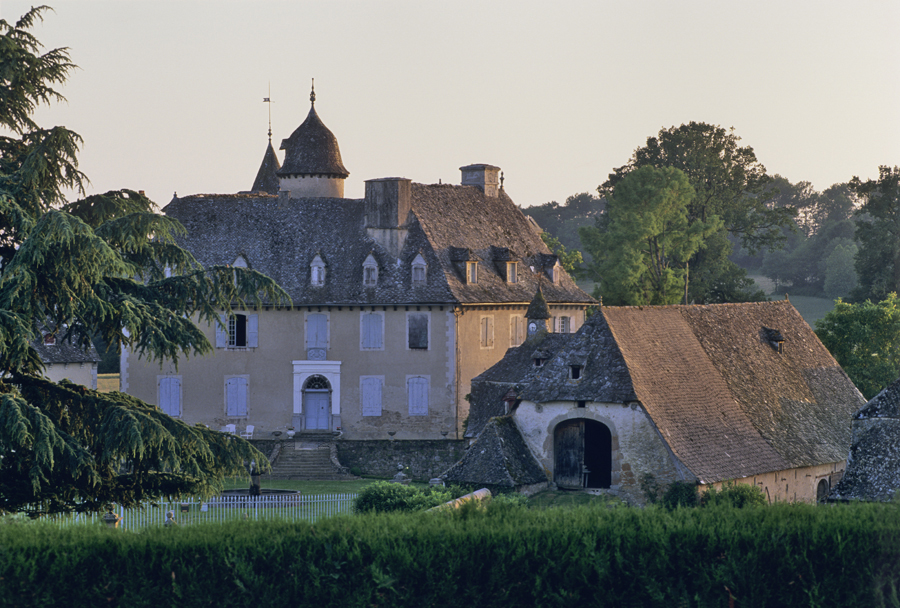
Schloss Lamothe

### Mourjou
- Kirche Saint-Médard
- Schloss Jalenques
- Schloss Berbezou
- Schloss Sadour
- Mühle von Jalenques

Quelle: